# Cantón Azogues
Cantón Azogues är en kanton i Ecuador.   Den ligger i provinsen Cañar, i den centrala delen av landet, 280 km söder om huvudstaden Quito. Antalet invånare är 70 064. Arean är 613 kvadratkilometer.
Terrängen i Cantón Azogues är bergig österut, men västerut är den kuperad.